# Холокост в Эстонии
Холоко́ст в Эсто́нии (эст. Holokaust Eestis) — систематическое преследование и истребление евреев немецкими нацистами и коллаборационистами на оккупированной территории Эстонии в период Великой Отечественной войны, часть общей политики нацистов и их союзников по уничтожению евреев. Иногда к этому преступлению относят также уничтожение эстонских цыган.
В Эстонии было уничтожено от 7500 до 8500 евреев (в том числе 963 местных, остальные иностранные) и от 400 до 1000 цыган. Всего, по официальным данным МИД Эстонии, на территории республики за период немецкой оккупации было убито около 8000 жителей Эстонии и 20 тысяч жителей других стран, включая советских военнопленных.
Из живших в Эстонии до войны евреев 57 % эвакуировались, 10 % были высланы, 11 % были в армии, 22 % остались в республике и погибли.

## Евреи в довоенной Эстонии
В 1934 году в Эстонии, согласно переписи, еврейское население насчитывало 4381 человека (0,4 % всего населения). В том числе в Таллине жили 2203 еврея, в Тарту — 920. Из них 57,4 % занимались торговлей, 30,7 % работали в промышленности или занимались ремёслами, 9,9 % были представителями свободных профессий. Существовали многочисленные общественные, политические и спортивные еврейские организации. В 1940 году, после присоединения Эстонии к СССР, эти организации были закрыты. Множество евреев пострадало от национализации.
Историки Антон Вайс-Вендт и Меэлис Марипуу утверждали, что после оккупации Эстонии Советским Союзом произошёл рост отрицательного отношения эстонцев к евреям. Марипуу связывает это с тем, что часть евреев активно участвовала в политике советской власти. Вайс-Вендт полагает, это происходило в основном потому, что ряд руководящих постов среднего и высшего звена заняли евреи из СССР. По мнению Вайс-Вендта, большинство евреев боялось большевиков примерно так же, как и нацистов.
14 июня 1941 года вместе с эстонцами и представителями других национальностей были депортированы в отдалённые районы Советского Союза 439 евреев, что составило более 10 % всего еврейского населения Эстонии. Таким образом, в процентом отношении евреи пострадали от депортации значительно больше, чем эстонцы. Депортированные евреи смогли избежать последующего уничтожения от рук немецких оккупантов и их пособников, однако часть из них умерла в тюрьмах и советских лагерях.
Антон Вайс-Вендт, сравнивая относительные цифры евреев, высланных советскими властями и убитых нацистами, пишет, что можно с некоторым преувеличением говорить о «скрытом Холокосте» в период советских репрессий, хотя немцы проводили полное уничтожение по «расовому» признаку, а Советы выборочную чистку по классовой причине.

## В период войны
| Дата         | Событие |
| ------------ | --- |
| 22.08.1941   | Начало германской оккупации Эстонии |
| 28.08.1941   | Красная армия оставляет Таллинн |
| 11.09.1941   | Евреи ограничены в правах: они не могут ездить в общественном транспорте, посещать школы, ходить по тротуару и обязаны носить на одежде жёлтую звезду                             |
| 20.01.1942   | Эстония объявлена «юденфрай», местные евреи уничтожены. |
| 05.09.1942   | Начало массовых убийств иностранных евреев в Калеви-Лийва. |
| 20.07.1943   | 600 евреев привезены в Кохтла и 400 в Вийвиконна для работы на шахтах, 800 посланы в Сланцы для дорожных работ и 200 используются в Кивиыли для рытья траншей.                    |
| 25.09.1943   | Около 3300 евреев, в основном из Литвы, привезены в концлагерь «Вайвара» для использования в сланцевой промышленности.                                                            |
| Oктябрь 1943 | Концлагерь «Вайвара» преобразован в сеть лагерей рядом с промышленными объектами. В них находятся около 7000 евреев.                                                              |
| 09.03.1944   | Бомбежка Таллина советской авиацией. «Большая» синагога на ул. Маакри разрушена.                                                                                                  |
| 06.06.1944   | Около 450 французских евреев расстреляны в лесу Метсакальмисту около Таллина. |
| 28.07.1944   | Заключённых лагерей «Эреда» и «Кохтла» из сети лагерей «Вайвара» переводят в Лагеди, потом через Таллин, в концлагерь «Штутхоф». Около 3000 евреев убито при эвакуации «Вайвара». |
| 19.09.1944   | Примерно 1800—2000 европейских евреев убиты в концлагере «Клоога». |
| 22.09.1944   | Германская армия покидает Таллин. |

Холокост в Эстонии делится на три этапа:
- Уничтожение эстонских евреев (август 1941 — январь 1942).
- Расстрелы привозимых в Эстонию иностранных евреев (весна 1942 — весна 1943, в основном в Калеви-Лийва).
- Использование привозимых в Эстонию иностранных евреев на принудительных работах в концлагерях на северо-востоке с последующим уничтожением (весна 1943 — весна 1944).

### Оккупация немецкими войсками
22 августа 1941 года в ходе Второй мировой войны немецкие войска начали оккупацию Эстонии и к началу сентября заняли её. К тому времени, благодаря ожесточённому сопротивлению советских войск немцам, около 2000-3000 эстонских евреев (примерно две трети еврейского населения Эстонии) сумели эвакуироваться вглубь СССР. Согласно данным полиции безопасности, в оккупации остался 921 еврей (468 мужчин и 453 женщины), по отчётам айнзатцгруппы А — 963, по мнению современных историков — от 950 до 1000.
Оставшиеся в Эстонии евреи жили в основном в Таллине, Тарту и Пярну. По мнению Антона Вайс-Вендта, на решение этих евреев остаться повлиял ряд факторов, таких как слабая информированность о преследовании евреев нацистами и память о Первой мировой войне, во время которой немцы относились к евреям вполне лояльно. Некоторые пострадавшие от советских преследований даже считали, что приход немцев может улучшить их положение.
11 сентября немецкие власти издали приказ об ограничении прав евреев: они стали обязаны носить жёлтую звезду на одежде, не имели права ездить в общественном транспорте, посещать школы, ходить по тротуарам. Имущество евреев конфисковывалось властями.
Территория республики стала генеральным комиссариатом «Эстония» (нем. Generalbezirk Estland) под руководством обергруппенфюрера СА Карла Литцмана в составе рейхскомиссариата «Остланд», который возглавил Генрих Лозе. Генеральный комиссариат, в свою очередь, делился на семь округов (нем. gebiet), возглавляемых гебитскомиссарами. Была также создана местная администрация во главе с Хяльмаром Мяэ. Начальником полиции безопасности и СД генерального комиссариата «Эстония» в августе 1941 года был назначен оберфюрер СС Хинрих Мёллер. Служба безопасности была разделена на группу А (немецкая, гауптштурмфюрер СС Корткамп) и группу Б (эстонская, майор Мере, затем гауптштурмфюрер СС Эннок). Эстонские отделы подчинялись соответствующим немецким.
Полномочия от военных властей к гражданским были переданы 5 декабря 1941 года.

### Уничтожение эстонских евреев (1941)

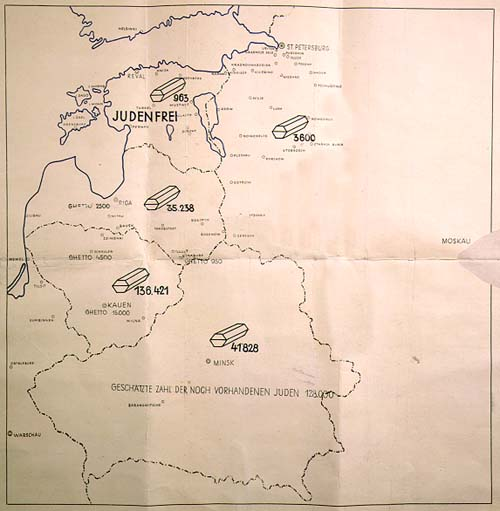
Немецкая карта-отчёт айнзатцгруппы А, на которой Эстония показана в качестве «юденфрай»

Уничтожением евреев в городах Эстонии занимались войска СС, местная политическая полиция, полиция безопасности и отряды эстонской военизированной организации «Омакайтсе». «Омакайтсе» и политическую полицию возглавлял полковник Йоханнес Соодла. Подразделения айнзатцгруппы «A» появились в Эстонии 10 июля 1941 года. Уже в августе 1941 года были уничтожены все евреи, оставшиеся в Тарту, — примерно 40-50 человек. В Пярну евреи-мужчины были убиты в первые дни оккупации, женщины и дети — через 6 недель. Затем началось уничтожение таллинских евреев.
10 сентября 1941 года штандартенфюрер СС командир айнзатцкоманды 1А Мартин Зандбергер издал распоряжение, согласно которому «очищение» Эстонии от евреев было возложено на подразделения Омакайтсе. Этот приказ был согласован с непосредственным начальником Зандбергера командиром айнзатцгруппы А бригадефюрером Вальтером Шталекером. К 20 сентября составление списков оставшихся в Таллине евреев было завершено.
Уничтожение евреев в Эстонии прошло без погромов и создания гетто — в отличие от Литвы и Латвии. В отношении каждого задержанного полиция проводила псевдозаконное расследование его «преступлений». Преступлением считалась принадлежность к еврейству.
В отчёте айнзатцгруппы А от 12 октября констатировалось, что «демонстрация спонтанного антисемитизма места не имеет», несмотря на подстрекательство со стороны немцев. Задержанных в Таллине евреев-мужчин помещали в Центральную (Батарейную) тюрьму, а женщин и детей — в концлагерь Харку. В дальнейшем все они были убиты. Точные места уничтожения остались неизвестными.
Аресты и убийства эстонских евреев до распоряжения Зандбергера от 10 сентября происходили в ходе общей тыловой чистки сразу после захвата территории немецкой армией по приказу немецких военных властей. Расстрелы производились под надзором немцев эстонскими коллаборационистами. В этот период были арестованы и расстреляны в основном евреи-мужчины. К моменту публикации приказа Зандбергера большинство евреев, оставшихся в Тарту и Пярну, были уже убиты. Существуют разночтения в данных относительно убитых таллинских евреев. Меэлис Марипуу предположил, что около 100 тартуских евреев, в начале войны оказавшихся в Таллине, по немецким данным были зафиксированы как таллинские евреи.
Подготовку к расстрелам Марипуу описывает на примере Таллинской тюрьмы следующим образом. Полиция безопасности передавала в тюрьму документы о смертных приговорах, накануне расстрела начальник тюрьмы или его заместитель передавал списки дежурному заместителю начальника охраны, а тот переводил приговорённых в камеры смертников. Утром специальная команда политической полиции вместе с представителями полиции безопасности забирала арестованных, которых раздевали до нижнего белья, связывали руки за спиной и по 10—15 человек связывали друг с другом. После сверки списков спецкоманда увозила смертников в грузовиках за город и расстреливала. Две трети таллинских евреев были убиты уже к 6 октября 1941 года.
15 октября 1941 года в отчёте о деятельности айнзатцгруппы А говорилось:

Арест всех евреев мужского пола в возрасте старше 16 лет почти закончен. Все они были уничтожены эстонскими силами самообороны под руководством зондеркоманды 1А. Исключение было сделано только для врачей и членов юденрата, которые были отобраны зондеркомандой
Ключевую роль в уничтожении эстонских евреев играла немецкая полиция безопасности и эстонская политическая полиция. Приказы об арестах отдавал Зандбергер или его заместители. Формальное следствие проводила политическая полиция. Она же выносила приговор, но Меэлис Марипуу подчёркивает, что приговор этот был заранее предопределён и контролировался немецкой полицией безопасности. Из замешанных в массовых расстрелах эстонцев Марипуу называет начальника политической полиции Роланда Лепика, расстрелянного самими немцами в декабре 1941 года. Кроме Лепика массовые расстрелы в Тарту организовывали также офицер по особым поручениям капитан Александер Коолмейстер и главный фельдфебель немецкой полевой комендатуры Фриц Гизен. В Пярну этим же занимались капитаны Виллем Райд и Аркадий Валдин, в Таллинской тюрьме — сотрудник политической полиции Эрвин Викс.
К концу января 1942 года почти все оставшиеся на оккупированной территории эстонские евреи были убиты. 31 января 1942 начальник полиции безопасности и СД направил донесение в Берлин, в котором сообщалось, что «Эстония уже полностью очищена от евреев». Таким образом, в Эстонии впервые в Европе было осуществлено «окончательное решение еврейского вопроса». Эстония была объявлена «юденфрай».
По разным данным, всего было убито от 921 до 963 эстонских евреев. Войну на территории Эстонии пережили не более 12 евреев.

### Уничтожение иностранных евреев в Эстонии (1942—1943)

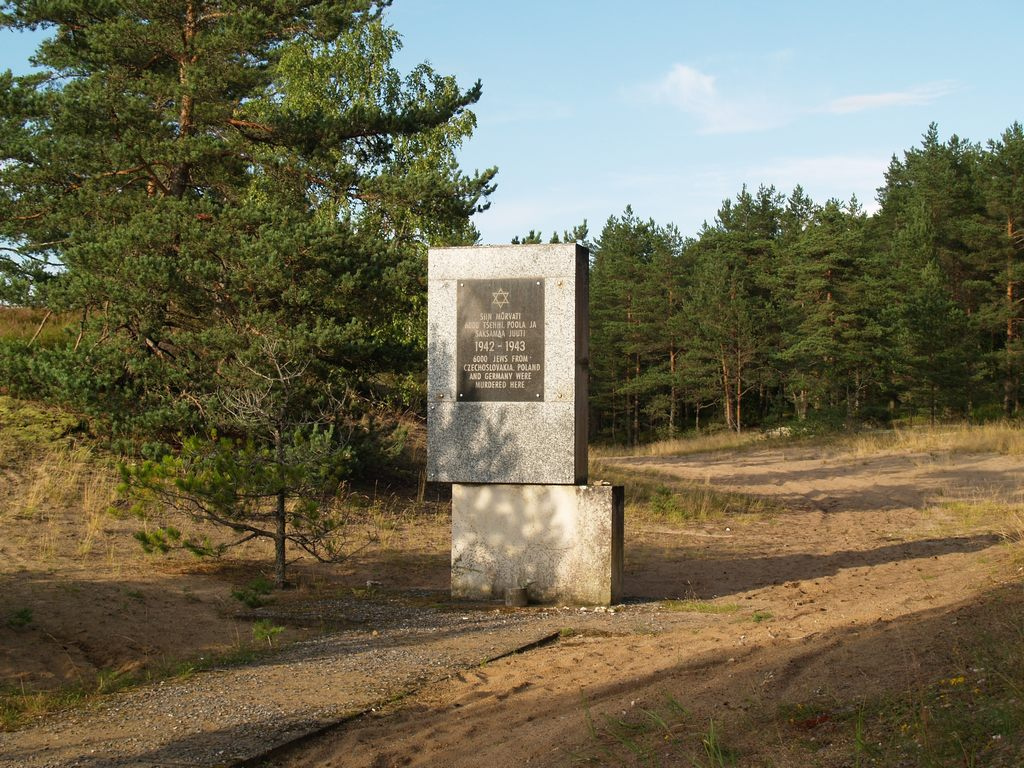
Мемориал на месте расстрелов в Калеви-Лийва

После Ванзейской конференции в Берлине в январе 1942 года, на которой была утверждена программа уничтожения евреев Европы, в эстонской политической полиции по образцу гестапо был образован специальный отдел Б-IV под руководством Юлиуса Эннока. Для уничтожения иностранных евреев на территории Эстонии было создано около 20 концентрационных лагерей, крупнейшим из которых был лагерь Клоога.
После решения «еврейского вопроса» в стране эстонские полицейские части принимали участие в ликвидации евреев, привозимых в Эстонию из стран Европы, в основном из Чехии. Например, 5 сентября 1942 года в местечко Раазику прибыл эшелон с 1000 евреев из гетто Терезиенштадт. Ещё один эшелон прибыл с евреями из Германии.
До 3000 евреев, не отобранных для работ, были вывезены в Калеви-Лийва и расстреляны, трудоспособные были направлены на принудительные работы в лагерь Ягала, комендантом которого был эстонец Александер Лаак. Кроме чешских, в Калеви-Лийва уничтожались немецкие евреи и евреи из других стран, цыгане и советские военнопленные. Впоследствии узники лагеря Ягала были также расстреляны в Калеви-Лийва.
Место расстрелов, завершившихся весной 1943 года, было замаскировано нацистами: местность была выровнена и засажена лесом. Массовые захоронения были обнаружены случайно только в 1961 году. Всего в Калеви-Лийва предположительно расстреляно от 3 до 6 тысяч человек.

### Принудительный труд и уничтожение иностранных евреев в лагерях на северо-востоке Эстонии (1943—1944)
16 марта 1943 года Герман Геринг отдал секретный приказ о восстановлении сланцедобывающей и сланцеперерабатывающей промышленности Эстонии. После этого депортированные в Эстонию евреи массово использовались на принудительных работах в лагерях системы «Вайвара», созданных нацистами на северо-востоке Эстонии. Система подчинялась Генеральному управлению экономической и хозяйственной деятельности СС. Отдельным филиалом этой системы был лагерь Клоога вблизи Таллина. Лагерный комплекс «Вайвара» создавался под командованием немецких офицеров Ганса Аумайера, Отто Бреннаис и Франца фон Бодмана
Историк Антон Вайс-Вендт пишет, что лагеря принудительного труда для евреев в Эстонии сыграли важную роль, объективно продлив жизни многим евреям, а также стали ключевым фактором в обеспечении Германии синтетической нефтью, добываемой из сланцевой смолы в северо-восточной части Эстонии.
В концлагеря Клоога и Вайвара в 1943—1944 годах из Латвии, Литвы и Польши были направлены около 10 тысяч евреев для тяжёлых физических работ. От 5 до 6 тысяч были уничтожены или погибли. Так, в лагере «Эреда» 24—27 июля 1944 года были расстреляны 1390—1400 евреев — все заключённые. Тела были сожжены. С 19 по 23 сентября 1944 года в Клооге было осуществлено массовое убийство узников, по данным Вайс-Вендта, погибло 1634 еврея и 150 советских военнопленных. Лагеря охраняли 300 человек из 287-го и 290-го эстонских полицейских батальонов. Всеми остальными вопросами, связанными с функционированием лагерей, руководили немцы.
Последней крупной группой иностранных евреев, депортированных в Эстонию, был так называемый «Конвой 73». В мае 1944 года 878 французских евреев из концлагеря Дранси были депортированы в Прибалтику. Из них около 300 человек были доставлены в Батарейную тюрьму в Таллине. Из всей группы выжили чуть более 20 человек, направленных в лагерь Ласнамяэ, остальные были убиты.
В августе 1944 года в связи с наступлением советской армии оставшиеся в живых евреи из лагерей в Эстонии были отправлены через Балтийское море в концентрационный лагерь Штуттгоф возле Данцига. После прорыва в сентябре фронта Красной армией большинство оставшихся в Эстонии евреев были убиты.
Ликвидация сети лагерей Вайвара в июле — сентябре 1944 года, по данным Меэлиса Марипуу и Института Яд Вашем:
| Дата        | Акция                                  | Численность |
| ----------- | -------------------------------------- | ----------- |
| 26 июня     | Всего евреев в лагерях системы Вайвара | 6662        |
| 24—27 июля  | Казнь евреев в Эреда                   | 1390—1400   |
| 9 августа   | Эвакуировано в концлагерь Штуттгоф     | Около 1000  |
| 19 августа  | Эвакуировано в концлагерь Штуттгоф     | Около 2100  |
| 18 сентября | Казнь евреев в Лагеди                  | 426         |
| 19 сентября | Казнь евреев в Клоога                  | Около 1800  |

Большинство убитых в Эстонии евреев были иностранцами, эстонские евреи составили чуть более 10 % от всех погибших. Клоога был первым освобождённым концентрационным лагерем, где были документально зафиксированы преступления, совершённые в ходе Холокоста.

### Участие эстонских коллаборационистов в уничтожении евреев за пределами Эстонии
Как отмечается в материалах Международной комиссии по расследованию преступлений против человечности под эгидой Президента Эстонии, эстонские полицейские принимали непосредственное участие не только в охране концлагерей «Вайвара», в Тарту, Ягала, Таллине и лагерей для советских военнопленных, в которых совершались многочисленные казни заключённых, но и в сопровождении перевозимых из Вильнюса евреев в концентрационные лагеря в Эстонии, а также в охране перевалочного лагеря для евреев в Избице (Польша), где было умерщвлено значительное количество евреев, и еврейских гетто в Лодзи, Пшемысле, Жешуве и Тарнополе.
В августе 1942 года солдаты и офицеры 36-го полицейского батальона, сформированного в начале 1942 года из добровольцев на территории Эстонии (Тарту, Курессааре, Хийумаа, Сааремаа), принимали участие в акции по уничтожению еврейского населения в районе города Новогрудок (Беларусь).
Согласно показаниям задержанных после войны бывших участников акции, 3—4 августа весь 36-й полицейский батальон был направлен в Белоруссию, где на станции Новоельня его выгрузили, направили в Новогрудок и разместили в казармах на окраине города. Массовые казни солдатами этого батальона производились в районе Новогрудка, станции Новоельня и около села Дятлово, в 20—30 километрах от Новогрудка. Ночью полицейские оцепляли дома, выгоняли жителей, в том числе женщин и детей, на площадь, заставляли в ожидании погрузки лечь ничком на землю, а затем утром отдельными партиями вывозили на грузовиках к местам расстрела. Задержанных самих заставляли копать рвы, в которые затем сбрасывали расстрелянных. Всего в районе Новогрудка, по показаниям задержанных, было уничтожено около 1000 человек, в селе Дятлово — от 1000 до 1500 человек.
Батальон находился в данном районе около месяца, после чего был переброшен под Сталинград.

### Геноцид цыган
Кроме евреев, нацистская расовая политика предусматривала также уничтожение цыган. Изначально на территории стран Балтии немцы делали различие между оседлыми и кочевыми цыганами. Кочевые цыгане подлежали ликвидации как асоциальные элементы. Оседлые цыгане имеющие постоянную занятость, рассматривались как подозрительные элементы и должны были находиться под надзором полиции. Однако в 1943 году оседлые цыгане также стали подлежать аресту и заключению в концлагеря.
Точное число цыган на территории Эстонии к началу оккупации неизвестно; в 1934 году их было 766 человек. На июнь 1941 года их число оценивается от 800 до 1000. Достоверно установлено, что 243 эстонских цыгана были убиты в конце октября 1942 года. Кроме них, в Эстонии убивали также депортированных цыган из Чехословакии. Общее число убитых в период Холокоста в Эстонии цыган оценивается от 400 до 1000 человек. Часть эстонских цыган пережили войну. Памятник погибшим цыганам установлен в Калеви-Лийва в 2007 году.

## После войны
Во второй половине 1940-х годов в Эстонию вернулись многие евреи, эвакуировавшиеся в 1941 году во внутренние районы СССР. С 1956 года в республику стали возвращаться многие из депортированных 14 июня 1941 года. Согласно переписи, в 1959 году в Эстонии проживали 5500 евреев.
Расследование преступлений, совершённых нацистами и их пособниками, не уделяло особенного внимания поголовному убийству евреев. Следователей интересовали в большей степени убийства коммунистов и советских десантников. Однако в открытых судах над военными преступниками, проведённых в 1960-х годах по всему балтийскому региону, массовому уничтожению евреев было отведено важное место, — в частности, информация о массовых убийствах в Клоога прозвучала на судебном процессе в Таллине в 1961 году. 11 марта 1961 года начальник политической полиции Айн-Эрвин Мере, помощник начальника лагеря в Ягала Ральф Герретс и охранник Яан Вийк были заочно приговорены к смертной казни за соучастие в массовых убийствах, в том числе многих евреев. Четвёртый обвиняемый по этому делу Александер Лаак покончил жизнь самоубийством в Канаде.
Ряд источников отмечает, что после окончания войны сущность Холокоста намеренно замалчивалась властями СССР. Характеризуя причины послевоенной информационной политики в СССР в вопросе освещения Холокоста, Олег Будницкий отмечает, что одной из основ идеологии советского руководства в отношении войны была идея о единстве советского народа, и в соответствии с ней отдельной памяти о войне у какого-либо народа не должно было быть. Советская власть опасалась роста национализма, в том числе еврейского, особенно после образования государства Израиль. Ещё одной причиной, по которой советская власть не хотела публичного обсуждения данного вопроса, было участие в убийствах евреев коллаборационистов, в том числе эстонских. Советская власть боролась с националистами и не хотела, чтобы эти проблемы дебатировались при обсуждении преступлений против евреев.
На памятниках жертвы Холокоста в советское время были обозначены как «антифашисты», «советские граждане» или «граждане иностранных государств», национальность погибших на памятниках указывать запрещалось. Единственный памятный знак конкретно жертвам Холокоста удалось установить в 1973 году на еврейском кладбище в Рахумяэ.
Хотя первые публикации о Холокосте в Эстонии появились уже в 1960-е годы, академические исследования этой проблемы стали возможными только после восстановления в 1991 году эстонской государственности.
Одним из последних событий в СССР, связанных с Холокостом в Эстонии, стала выдача Соединёнными Штатами в апреле 1987 года военного преступника — бывшего коменданта концлагеря в Тарту Карла Линнаса. В СССР он был в июне 1962 года заочно приговорён к смертной казни в связи с участием в уничтожении от 3500 до 12 тысяч человек, часть из которых была евреями. В июле 1987 года Линнас скончался в тюремной больнице в Ленинграде.

## Места, связанные с событиями Холокоста
На оккупированной немецкими войсками территории Эстонии было создано более 150 различных мест насильственного содержания и уничтожения граждан. По разным данным, от 19 до 21 из них относились к категории концлагерей. Расхождение в данных связано с тем, что 2 лагеря имели дополнительные отделения.

### Места уничтожения эстонских евреев летом-осенью 1941 года
- Тарту:

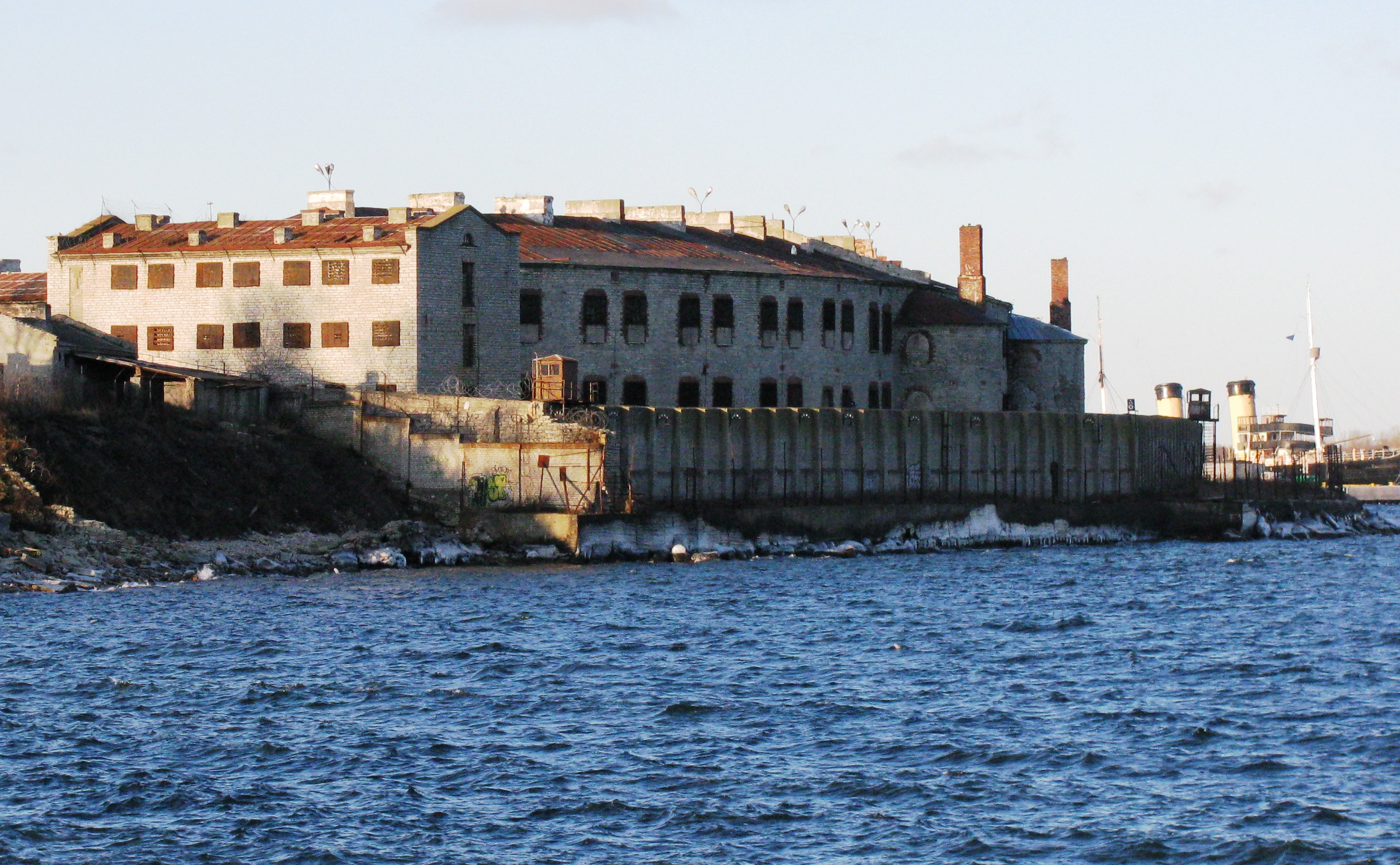
Здание бывшей Батарейной тюрьмы в Таллине, где в годы Холокоста массово расстреливали евреев

  - концлагерь на территории бывшей тартуской выставки;
  - и противотанковый ров на подъездах к городу
- Пярну:
  - т. н. «Амбар Бетти» в заречной части города;
  - помещение бывшей синагоги на ул. Лаатсарети, 2;
  - братские могилы в лесу Раэкюла и в лесу Рейу.
- Таллин:
  - Таллинская центральная тюрьма (Батарейная тюрьма);
  - Женский лагерь в Харку;
  - Братская могила на Вильяндиском шоссе в районе Мяннику.

### Места уничтожения иностранных евреев 1942—1943
- Окрестности Таллина
  - Лагерь Ягала;
  - Калеви-Лийва.
- Таллин
  - Таллинская центральная тюрьма (Батарейная тюрьма);
  - Лагерь неподалёку от Ласнамяги

### Концлагеря системы Вайвара
- Вайвара (лагерь у железнодорожной станции и при заводе минеральных масел)
- Нарва-Ост (сейчас на территории России)
- Гунгербург (Нарва-Йыэсуу)
- Эреда (с отдельной «трудовой командой» в Кохтла)
- Голдфилдс
- Йыхви
- Кунда[59]
- Клоога
- Кивиыли
- Лагеди
- Вийвиконна 1[59] и 2[59]
- Сонда
- Аувере
- Азери
- Соска
- Путки
- Кукрузе
- Куремяэ[59]

## В современной Эстонии

### Расследование преступлений
По заявлению старшего комиссара полиции безопасности Эстонии Андреса Кахара, в Эстонской республике расследуются дела в отношении тех, кто подозревается в совершении преступлений в период нацистской оккупации. Эти расследования активно обсуждаются, в том числе и на международном уровне.
Медленные темпы расследования и отсутствие привлечённых к ответственности преступников Холокоста в Эстонской республике неоднократно становились объектами международной критики. Так, в 2002 году посол США в Эстонии сделал заявление, в котором отметил, что ни один эстонец не был привлечён в Эстонской республике к ответственности за преступления, совершённые во время Холокоста. Частично это объясняется тем, что многих преступников судили в советское время. Кроме того, посол высказал мнение, что тема Холокоста недостаточно полно освещена в эстонских учебниках истории.
С 2000 по 2005 годы расследовалось дело в отношении деятельности Харри Мяннила, который в период войны служил в эстонской политической полиции и участвовал в допросах евреев, и, по утверждению руководителя иерусалимского отделения Центра Симона Визенталя Эфраима Зуроффа, имел отношение к смерти евреев и присвоению их имущества. Однако полиция безопасности и Госпрокуратура Эстонии отвергли обвинения в адрес Мяннила. По их данным, его причастность к преступлениям Холокоста не была доказана. Мяннил умер 11 января 2010 года в Коста-Рике.
В связи с тем, что, по заявлению президента благотворительного фонда «Таргум Шлиши» Арие Рубина, Эстонская республика не предприняла по своей инициативе ни одного расследования преступлений Холокоста, в начале июля 2002 года Арие Рубин и руководитель иерусалимского бюро Центра Симона Визенталя Эфраим Зурофф передали главе полиции безопасности Эстонии Юри Пихлу список из 16 или 17 участников 36-го полицейского батальона, подозреваемых в расстреле евреев в белорусском городе Новогрудок в 1942 году. По результатам расследования полиция безопасности заявила, что солдаты батальона непосредственно в казнях не участвовали, в ответ на что Зурофф назвал выводы расследования «непрофессиональными и некомпетентными».
С 2003 по 2011 годы эстонские власти расследовали деятельность Михаила Горшкова — уроженца Эстонии, бывшего сотрудника гестапо, который обвинялся в содействии убийству 3 тыс. человек в слуцком гетто в Белоруссии. Горшков в 1953 году получил гражданство США, но в 2002 был его лишён и вернулся в Эстонию. В октябре 2011 года Генеральная прокуратура закрыла дело против Горшкова в связи с невозможностью доказательства его причастности к данному преступлению.
Изучением совершённых в ходе Холокоста преступлений занималась также Международная комиссия по расследованию преступлений против человечности при президенте Эстонии, созданная в октябре 1998 года. Отчёт комиссии, касающийся периода немецкой оккупации, был опубликован в 2001 году. В соответствии с выводами комиссии, ряд эстонских граждан участвовали в актах геноцида по отношению к цыганам и евреям на территории Эстонии и за её пределами. Комиссия посчитала неверным возлагать ответственность на всех служивших в полиции во время оккупации, однако сделала исключение для отдела Б-IV политической полиции, всех сотрудников которого комиссия сочла виновными в преступлениях Холокоста в силу занимаемых должностей. Среди ответственных за массовые убийства названы Айн-Эрвин Мере, Юлиус Эннок, Эрвин Викс, Эвальд Миксон и ряд других лиц. Аналогичную ответственность комиссия возложила на высших руководителей эстонского коллаборационистского самоуправления во главе с Хяльмаром Мяэ, в том числе Оскара Ангелуса, Альфреда Вендта, Оскара Эпика, Ханса Саара, Отто Леэсмента, Арнольда Радика и Йоханнеса Соодла. По оценкам комиссии, от 1000 до 1200 из примерно 30-40 тысяч членов Омакайтсе принимали участие в убийствах. Комиссия пишет, что лишь немногие из тех военных преступников, кто бежал на Запад в 1944 году, понесли наказание, поскольку начало холодной войны фактически положило конец преследованиям бывших нацистов.
В докладе Центра Симона Визенталя от 2005 года Эстония относилась к числу стран категории D (страны «с минимальным желанием сотрудничества» в поиске нацистских преступников), а в докладе 2006 — к категории F. В эту категорию входят страны, действия которых по поимке преступников провалились полностью и которые не соглашаются расследовать и судить их, несмотря на то что они проживают на их территории. Глава иерусалимского отделения Центра Симона Визенталя Эфраим Зурофф обвинял эстонские власти в укрывательстве военных преступников. В 2009 году Зурофф критиковал эстонские власти за то, что они уравнивают преступления нацизма и коммунизма, оттесняя за задний план уникальный статус Холокоста. Оценки Зуроффа подвергались ответной критике со стороны эстонских политиков и журналистов. Участники Дня Израиля в Таллине в 2003 году отмечали, что непродуманные заявления Зуроффа привели к росту антисемитизма в Эстонии. В начале мая 2011 года Израиль, в лице заместителя министра иностранных дел Дани Аялона, заявил о своём полном доверии действиям Эстонии в расследовании преступлений нацистов, и таким образом отмежевался от обвинений эстонских властей Зуроффом.

### Спасители евреев
В Эстонии насчитывается три праведника мира — это неевреи, спасавшие евреев с угрозой для своей жизни и безопасности, которым это звание присвоено израильским институтом Яд ва-Шем. Двое из трёх праведников — это супруги Уку и Эха Мазинг, спасшие студента Исидора Левина, впоследствии известного учёного-филолога.
Уку Мазинг был признан праведником в 1966 году, а его жена — только в 1996 году. Последним праведником мира в Эстонии была признана 3 июля 2003 года Полина Ленцман, которая спасала евреев в Крыму в 1942—1944 годах.
Кроме трёх официально признанных праведников мира помощь евреям во время Холокоста оказывали также фельдфебель полиции безопасности Берт Нейтсофф, учёный Пауль Аристэ и множество других жителей Эстонии. Эльвине Хинсберг была арестована и провела 2 года в лагере за помощь заключённым-евреям.
Большинство этих людей остались неизвестными из-за того, что систематическая работа по установлению их имён началась не сразу после войны, а лишь через 50 лет после её окончания, с падением советской власти в Эстонии. Ряд случаев, связанных с помощью евреям в Эстонии, описан в книге доктора исторических наук Марка Дворжецкого «Белые ночи и чёрные дни».

### Исследования Холокоста
Научные исследования Холокоста в СССР находились под негласным запретом. Поэтому первые публикации о геноциде евреев в Эстонии выходили за рубежом. Примером является вышедшая в 1970 году в Израиле книга «Еврейские лагеря в Эстонии. 1942—1944» Марка Дворжецкого, который сам был узником одного из концлагерей.
Первой крупной публикацией на эту тему в Эстонской республике стала вышедшая на эстонском языке книга дочери директора довоенной Таллинской еврейской гимназии Евгении Гурин-Лоов «Великое уничтожение. Катастрофа эстонских евреев. 1941». Ей удалось обнаружить следственные дела эстонской полиции безопасности, но она рассмотрела лишь убийство эстонских евреев в отрыве от общей картины Холокоста в Эстонии. Рецензия на эту книгу была опубликована в историческом журнале Тартуского университета.
В 2001 году эстонский литературный журнал Vikerkaar издал специальный номер, посвящённый Холокосту. Наряду с отрывками из книг известных зарубежных авторов, таких как Эли Визель, Примо Леви, Виктор Клемперер и Рауль Хильберг, журнал поместил две статьи эстонских историков.
Эстонское издание популярной книги Стефана Брухфельда и Пола Левина «Передайте об этом детям вашим…» (2003) содержит главу о Холокосте в Эстонии, написанную Сулевом Валдмаа (эст. Sulev Valdmaa) из Института Яана Тыниссона в Таллине. Книга была издана тиражом 3000 на эстонском языке и 1000 — на русском, предисловие написал президент Эстонии Арнольд Рюйтель. Ещё одно доступное издание о судьбе эстонских евреев в период войны опубликовал популяризатор еврейской литературы среди эстонцев и основатель издательства «Aviv» Эльхонен Сакс.
Ряд статей по этой тематике был опубликован историками Меэлисом Марипуу (эст. Meelis Maripuu) и Рихо Вястриком (эст. Riho Västrik). Большой вклад в исследование проблемы внесли Международная комиссия по расследованию преступлений против человечности при президенте Эстонии и сотрудник Центра Холокоста в Осло Антон Вайс-Вендт.
В книге «Murder without Hatred. Estonians and the Holocaust» Вайс-Вендт пишет, что участие эстонцев в геноциде не было однозначно связано с антисемитскими и ультраправыми настроениями. По мнению Вайс-Вендта, эстонцы остались безразличными к расовым идеям нацистов, однако приняли участие в их плане уничтожения евреев как союзники, в расчёте на возрождение независимости Эстонии под немецким господством. Сходное мнение в части отрицания массового антисемитизма эстонцев выражает Меэлис Марипуу. Он пишет, что наряду с доносами на евреев со стороны эстонцев, в документах фигурируют также заявления и просьбы эстонцев к немецким властям об освобождении отдельных евреев, включая положительные характеристики и поручительства за них. Эстонские историки в целом и Марипуу в частности полагают, что участие эстонцев в геноциде было вызвано общим ожесточением военного времени и «местью» за советские репрессии.

### Отрицание Холокоста
Отрицание Холокоста в Эстонии распространилось в конце 1990-х годов и с того времени прочно укоренилось. Внедрению этой идеи способствовала публикация в 2001 году книги Юргена Графа «Миф о Холокосте».
Наиболее известными эстонскими отрицателями Холокоста являются бывшие советские диссиденты Юри Лина и Тийт Мадиссон. Оба живут за пределами Эстонии, причём Мадиссон в 1996 году был арестован в Эстонии за подготовку вооружённого государственного переворота. В 2003 году вышла книга Лина «Под знаком Скорпиона: подъём и падение Советской власти», а затем книги Мадиссона — «Новый порядок: секретная деятельность евреев и масонов по порабощению наций и государств» (в 2004 году) и «Холокост: Самая удручающая сионистская ложь XX века» (в 2006 году).
Ряд представителей эстонских властей отрицали или замалчивали участие эстонских коллаборационистов в геноциде евреев. Так, в мае 2005 года президент Эстонии Арнольд Рюйтель сказал в интервью газете «Аргументы и факты»:

Я не располагаю данными, что эстонцы участвовали в расстрелах евреев, и что они вообще совершали такие дела в Эстонии… могу сказать с полной уверенностью — участие эстонцев в расстрелах еврейского населения исключается.

В заявлении Министерства обороны Эстонии, сделанном в декабре 2008 года, вина за преступления Холокоста была возложена исключительно на нацистов с умолчанием о роли эстонских коллаборационистов.

Отрицание Холокоста не является в Эстонии преступлением, нет эффективно действующих легальных механизмов для предотвращения распространения подобных взглядов и литературы. Главный редактор журнала Looming Михкель Мутть считает, что отрицателей Холокоста не следует сажать в тюрьму, поскольку «большинство людей так и так знает, как было дело», а перевоспитывать антисемитов бесполезно.

### Память о Холокосте

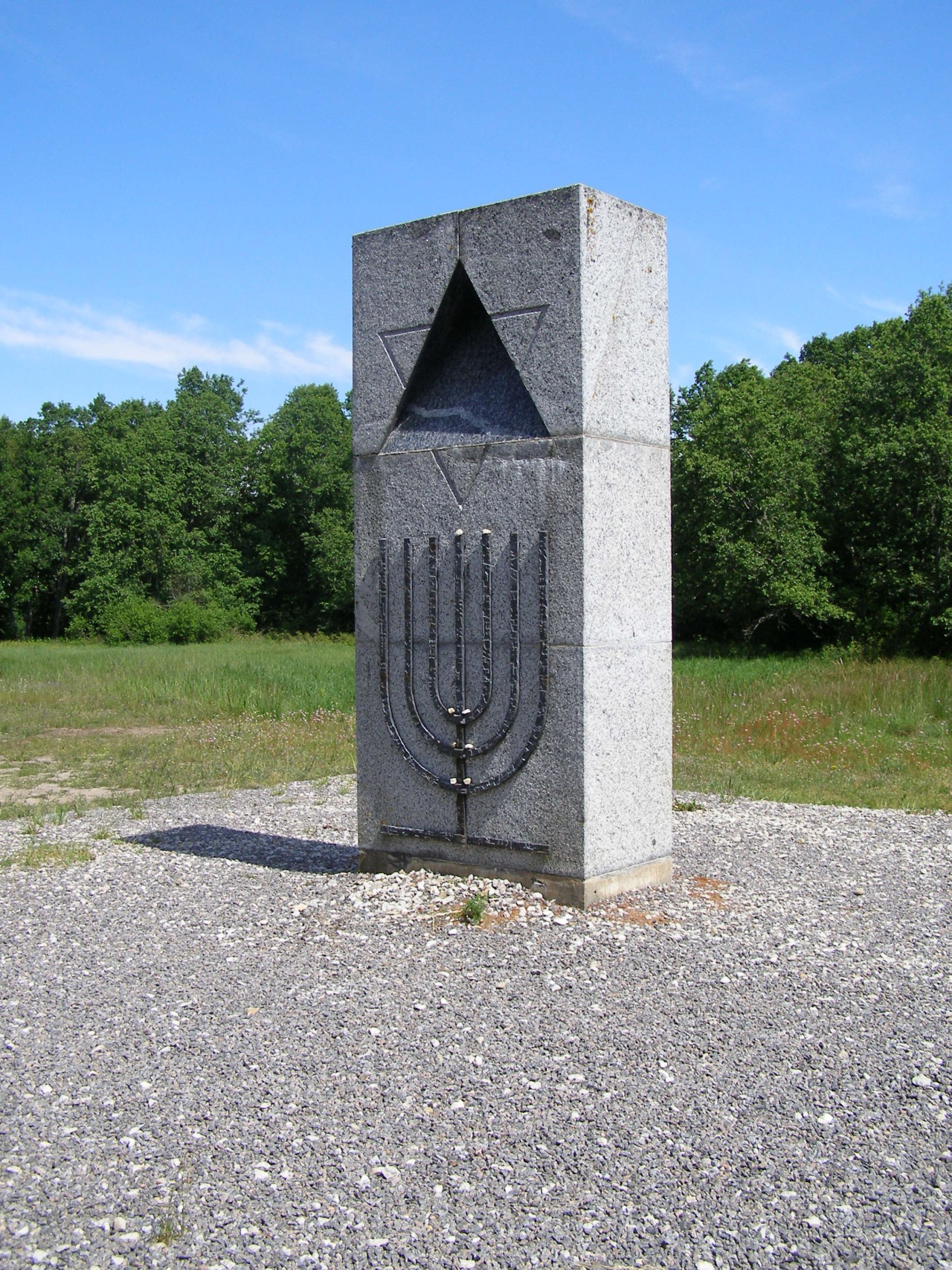
Памятник жертвам Холокоста в лагере Клоога, открытый 24 июля 2005

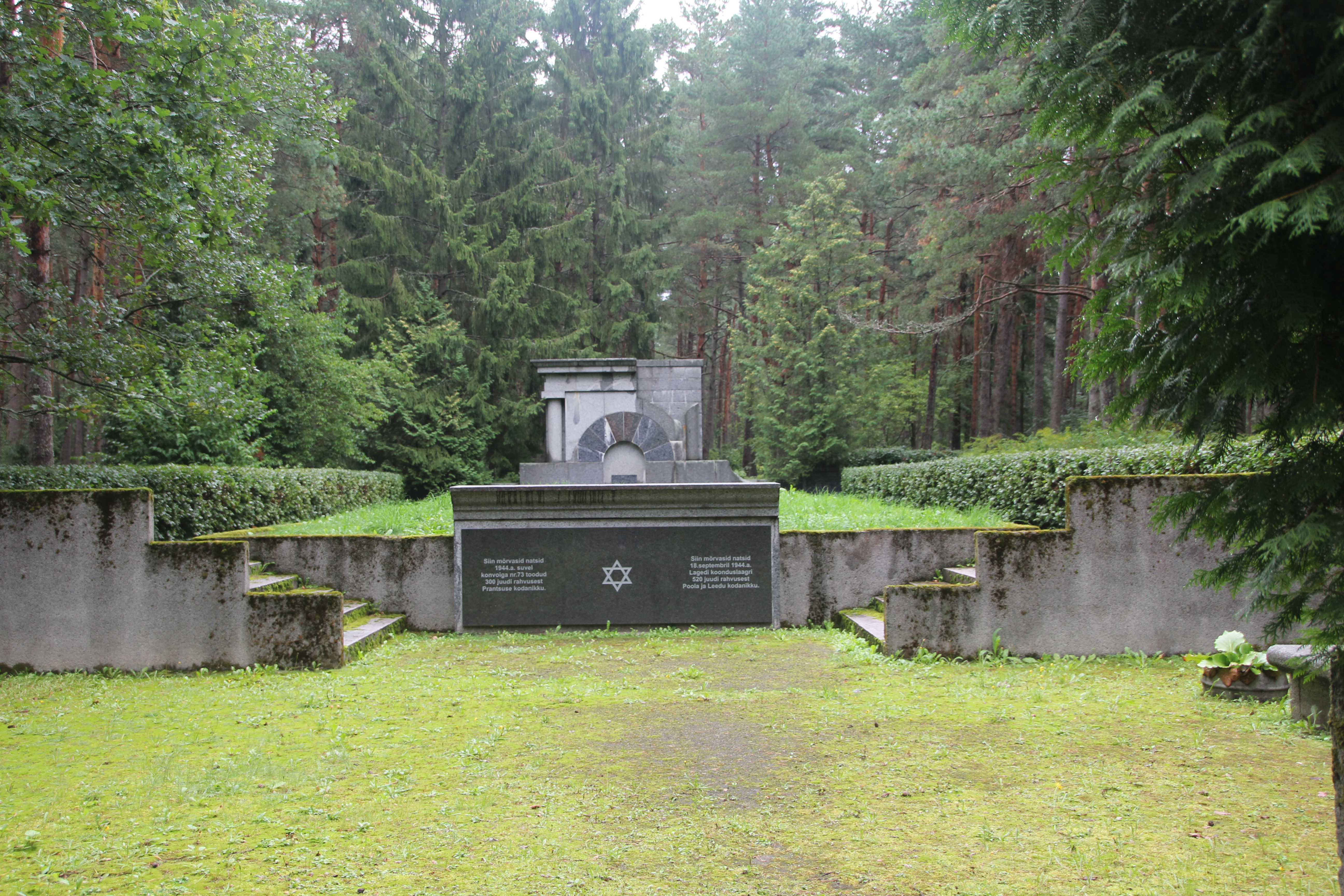
Памятник на Лесном кладбище в Таллине

С момента восстановления эстонской государственности в стране проводятся мероприятия, связанные с увековечением памяти жертв и событий Холокоста. Первый мемориал памяти убитых в Эстонии евреев был открыт в 1994 году на территории концлагеря Клоога.
Министерство культуры совместно с еврейской общиной Эстонии и Комиссией США по сохранению американского наследия за рубежом создали совместный комитет для реализации проекта «Holocaust Markers» в Эстонии. В рамках этого сотрудничества установлены памятные знаки в Кохтла-Ныммеской, Азериской и Иллукаской волостях Ида-Вируского уезда и других местах, где находились концентрационные лагеря, в которых нацисты и их пособники убивали евреев. По состоянию на 2009 год такие памятные знаки установлены в 16 местах, связанных с Холокостом в Эстонии, в том числе 5 — в Таллине и его окрестностях и 8 — в уезде Ида-Вирумаа.
В октябре 2009 года в Пярну был установлен памятник еврейским детям — жертвам Холокоста, расстрелянным нацистами осенью 1941 года.
С 27 января 2003 года в Эстонии на общегосударственном уровне отмечается Международный день памяти жертв Холокоста.
В 2001 году Эстония финансировала эстоноязычную версию международного образовательного проекта The Courage To Remember, а 5 декабря 2007 года вступила в Международную организацию по сотрудничеству в увековечивании и изучении Холокоста (ITF), став 25-м членом этой организации и третьим из постсоветских государств после Литвы (2002) и Латвии (2004).
В начале 2007 года в Таллине прошла крупнейшая в Северных странах выставка по теме Холокоста: «Exodus — история еврейского народа». На ней было представлено около 500 фотографий, документов, писем и карт.
16 мая 2010 года в Таллине открылась выставка «Конвой номер 73», посвящённая евреям, депортированным нацистами в 1944-м году из Франции в Каунас и Таллин. 2 июня 2010 года у ворот бывшей Батарейной тюрьмы был установлен монумент в память убитых здесь французских евреев. В церемонии открытия памятника принял участие мэр Таллина Эдгар Сависаар.
28 июня 2010 года президент Эстонии Тоомас Ильвес побывал с визитом в музее Катастрофы и героизма Яд ва-Шем в Иерусалиме, где почтил память жертв Холокоста и посетил Аллею праведников мира, остановившись у дерева, высаженного в честь эстонского праведника Уку Мазинга. 27 января 2012 года в Центре еврейской общины Эстонии в Таллине открылась Галерея памяти жертв Холокоста в честь 974 эстонских евреев, погибших в период нацистской оккупации. На церемонии выступил премьер-министр Эстонии Андрус Ансип.
27 января 2022 года на кладбище Лийва в Таллине был открыт мемориал в память об эстонских евреях, убитых в городе и его окрестностях в 1941 году. В братских могилах вокруг кладбища похоронены от 300 до 600 евреев. В этом году Министерство образования и науки совместно с Эстонским институтом исторической памяти организовали зимнюю школу, в рамках которой учащиеся имеют возможность получить информацию об антисемитизме, Холокосте, а также об истории и культуре еврейского народа

Подробности Холокоста в Эстонии являются предметом общественной и научной дискуссии, хотя, как считает Антон Вайс-Вендт, эстонцы мало интересуются этой темой.